# Nuruddin Farah
Nuruddin Farah (Baidoa, 24. studenog 1945.), izvorno Nuuradiin Faarax, somalijski je radijski i kazališni pisac, esejist i romanopisac. U svojim djelima obrađuje tematiku nacionalizma, kolonijalizma i feminizma.
Smatra se najvećim suvremenim somalijskim književnikom te se ubraja i među najpoznatije suvremene afričke romanopisce. 
Nakon uspostave komunističke diktature u Somaliji, početkom 1970-ih napušta rodnu zemlju. Živio je u SAD-u, Engleskoj, Njemačkoj, Italiji, Švedskoj, Sudanu, Ugandi, Indiji, Nigeriji i Južnoj Africi.
Dobitnik je Međunarodne nagrade za književnost »Neustadt«, nagrade »Ulysses« berlinske zaklade Lettre, talijanske nagrade »Premio Cavour« i nagrade na Festivalu književnosti u Saint-Malu, gdje je nagradu dobio za francuski prijevod njegova romana Gifts.